# يوسف بلمهدي
يوسف بلمهدي، مواليد 29 سبتمبر 1963 في بوسعادة ولاية المسيلة (الجزائر)، دكتوراه دولة في العلوم الإسلامية كلية أصول الدين، مسؤول جزائري سامي. وزيراً للشؤون الدينية والأوقاف منذ 31 مارس 2019.

## وظائف
تقلد بلمهدي العديد من الوظائف منها:
- مدير فرعي للتوجيه الدينية والنشاط المسجدي، من 2002 إلى جوان 2006.
- مدير فرعي للحج والعمرة، من جوان 2006 إلى أفريل 2007.
- مستشاربوزارة الشؤون الدينية، من 20 أفريل2007 إلى سبتمبر 2012.
- مدير التوجيه الديني والتعليم القرآني، من سبتمبر2012 إلى استقالته في 2015.
- أمين عام رابطة علماء وأئمة ودعاة الساحل، من 2016.
- عضو بالمجلس الإسلامي الأعلى.
- أستاذ التربية الإسلامية والأدب العربي في الثانوية والمعهد التكنولوجي لتكوين الأساتذة 1988/1989.
- إمام أستاذ بمسجد زيد بن ثابت ببوسعادة 1994 - 1999، ومتطوع فيه إلى الآن.
- أستاذ مساعد بكلية الحقوق جامعة المسيلة في مادتي الشريعة والقانون (1999/2002).
- أستاذ مشارك في كلية العلوم الإسلامية، جامعة المسيلة، من سنة 2015 إلى الآن.
- رئيس المجلس العلمي بنظارة الشؤون الدينية بولاية المسيلة 1994م - 1999.
- عضو المجلس العلمي بنظارة الشؤون الدينية بولاية المسيلة.
- عضو لجنة الفتوى بوزارة الشؤون الدينية والأوقاف.